# Rundeck
Rundeck è uno strumento di automazione open source per l'uso in banche dati o in cloud. È stato lanciato sotto la licenza software Apache 2.0 ed è basato su Java e Grails 3. Presenta un'interfaccia web che facilita la configurazione, il monitoraggio e il controllo delle operazioni.  Rundeck può realizzare compiti come riavviare un application server o integrare smoke test.  Oltre la programmazione automatica, con Rundeck si possono realizzare anche controlli manuali.